# Nomada libata
Nomada libata är en biart som beskrevs av Cresson 1878. Nomada libata ingår i släktet gökbin, och familjen långtungebin. Inga underarter finns listade i Catalogue of Life.